# Dactylomys boliviensis
Dactylomys boliviensis е вид бозайник от семейство Бодливи плъхове (Echimyidae).

## Разпространение
Видът е разпространен в Боливия, Бразилия и Перу.